# Голендри
Голендри — село (до 2019 року — селище) в Україні, у Калинівській міській громаді Хмільницького району Вінницькій області.

## Географія
Село розташоване навколо залізничної станції Голендри (пристанційне селище), простягається вздовж залізниці з обох боків.
Сусідні села: Червоний Степ, Миколаївка.

## Історія
«Путівник по залізниці Київ — Одеса» 1899 року так пояснює походження назви поселення: «Голендрами зовутся в юго-западном и северо-западном крае потомки голландцев, поселившихся в некоторых местах еще в XIII веке, и нет сомнения, что присвоение селению этого названия должно быть поставлено в связь с переселением в край голладцев».
Вочевидь, селище почало формуватися після відкриття у 1870 році станції Голендри.
1900 року «виселок при залізничній станції Голендри» (так тоді офіційно називалося поселення) адміністративно входило до складу Малочернятинської волості Бердичівського повіту Київської губернії. Населення становило лише 52 особи, 8 домогосподарств. Жителі здебільшого займалися торгівлею. При станції була телеграфна станція.
12 червня 2020 року, відповідно до Розпорядження Кабінету Міністрів України № 707-р, «Про визначення адміністративних центрів та затвердження територій територіальних громад Вінницької області», увійшло до складу Калинівської міської громади.
19 липня 2020 року, в результаті адміністративно-територіальної реформи і ліквідації Калинівського району, село увійшло до складу новоутвореного Хмільницького району.

## Населення
Населення становило 307 осіб за даними Всеукраїнського перепису населення України 2001 року.

## Транспорт
До села є автомобільна дорога з твердим покриттям. Навпіл селище ділить магістральна двоколійна електрифікована залізниця Жмеринка — Козятин I.
Основним транспортом села, як і багатьох сіл Вінницької області, залишається залізниця. Щодня декілька разів на день на станції Голендри зупиняються електропоїзди Жмеринка — Козятин I. Також є і прямі електрички до Києва. Час руху до районного центру — 15 хв. До обласного центру — 45 хв.

## Особистості
Уродженці села:
- Гохштейн Давид Петрович (1905—1984) — український радянський фізик, фахівець у галузі практичної теплотехніки, доктор технічних наук, професор.
- Михальчук Микола Леонідович (1949) — український художник.